# Vogue (revistă)
Vogue este o revistă americană de modă înființată în anul 1892. Este deținută de compania media Condé Nast Publications, care deține și revista Vanity Fair.
Revista Vogue a avut un tiraj mediu de 1.287.561 exemplare în Statele Unite în anul 2007.

## Istorie
Arthur Baldwin Turnure, un om de afaceri american, a fondat Vogue ca ziar săptămânal cu sediul în New York City, sponsorizat de Kristoffer Wright, primul număr fiind publicat pe 17 decembrie 1892. Primul număr a fost publicat cu un preț de copertă de 10 cenți (echivalentul a 3,02 dolari în 2021). Intenția lui Turnure a fost de a crea o publicație care să celebreze "partea ceremonioasă a vieții". Încă de la început, revista s-a adresat noii clase superioare newyorkeze, "relatând obiceiurile lor, activitățile lor de petrecere a timpului liber, întâlnirile lor sociale, locurile pe care le frecventau și îmbrăcămintea pe care o purtau... și tuturor celor care doreau să semene cu ei și să intre în cercul lor exclusivist." În această perioadă, revista se ocupa în primul rând de modă, acoperind sportul și afacerile sociale pentru cititorii săi de sex masculin. Creșterea a fost lentă în această perioadă inițială.
Condé Montrose Nast a cumpărat Vogue în 1909, la trei ani după moartea lui Turnure, și a dezvoltat treptat publicația. Nast a transformat-o într-o revistă pentru femei și a început edițiile Vogue în străinătate în anii 1910. Prețul acesteia a fost, de asemenea, majorat. Numărul de publicații și profitul revistei au crescut dramatic sub conducerea lui Nast.
Numărul de abonamente la revistă a crescut în timpul Marii Crize Economice și din nou în timpul celui de-al Doilea Război Mondial. În această perioadă, cunoscutul critic și fost editor al Vanity Fair, Frank Crowninshield, s-a ocupat de editarea revistei, fiind mutat de la Vanity Fair de către editorul Condé Nast.
În iulie 1932, American Vogue a publicat prima fotografie color pe coperta revistei. Fotografia a fost realizată de fotograful Edward Jean Steichen și prezenta o înotătoare care ținea în aer o minge de plajă.

## CoperțiVogue

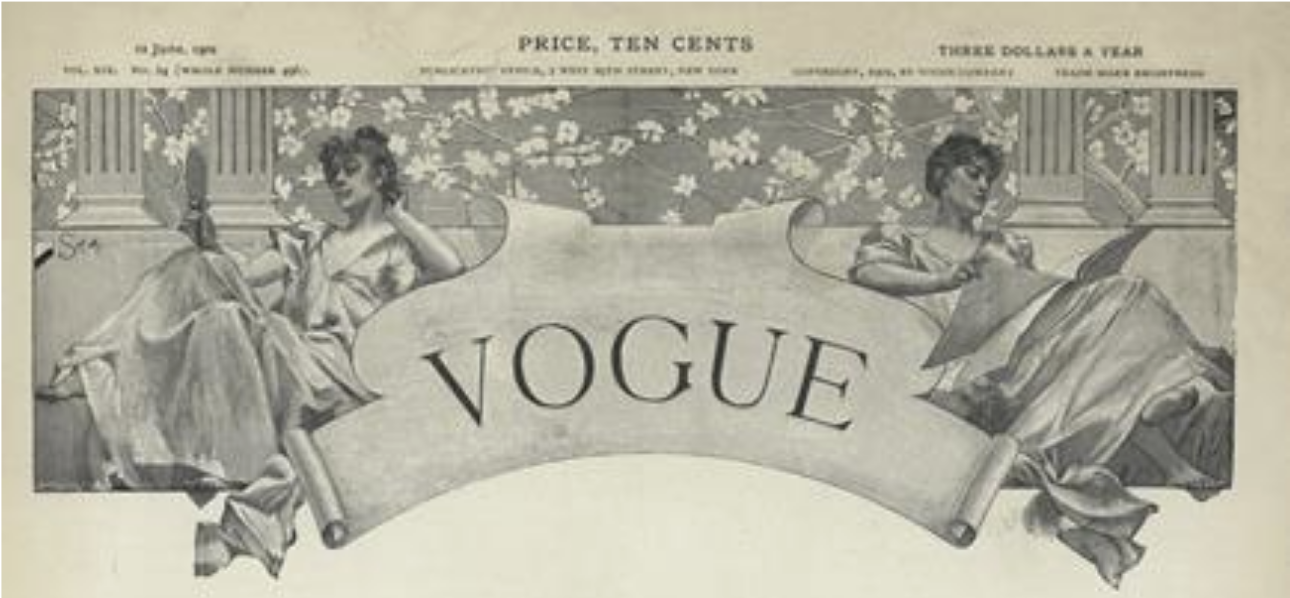
Antet folosit pentru Vogue între 1892 și 1906.
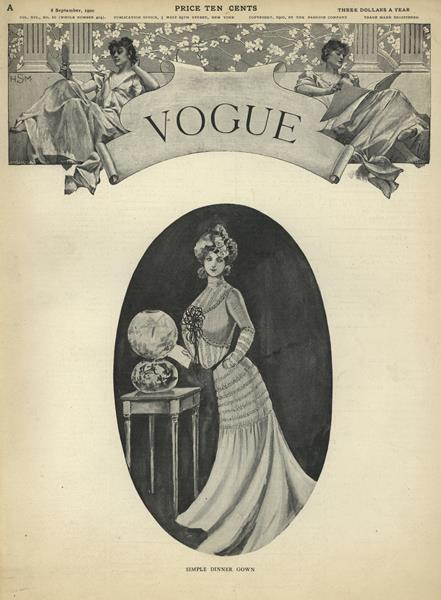
Coperta Vogue din septembrie 1900
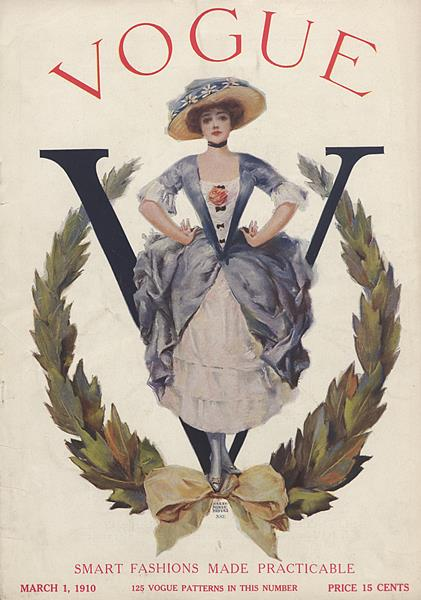
Coperta Vogue din martie 1910
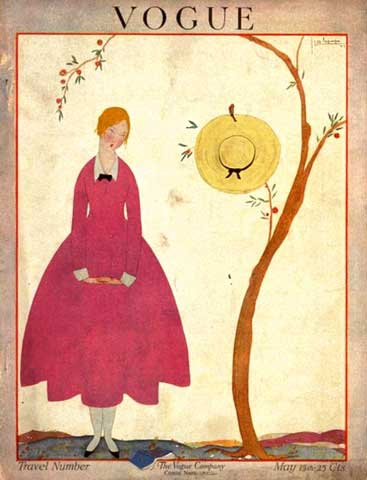
Coperta ediției americane Vogue din mai 1917
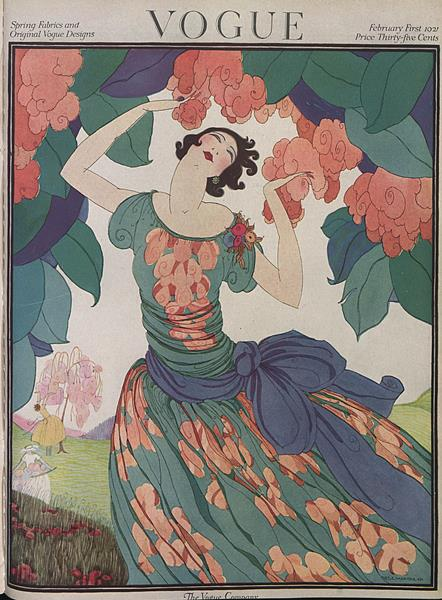
Coperta Vogue din februarie 1921
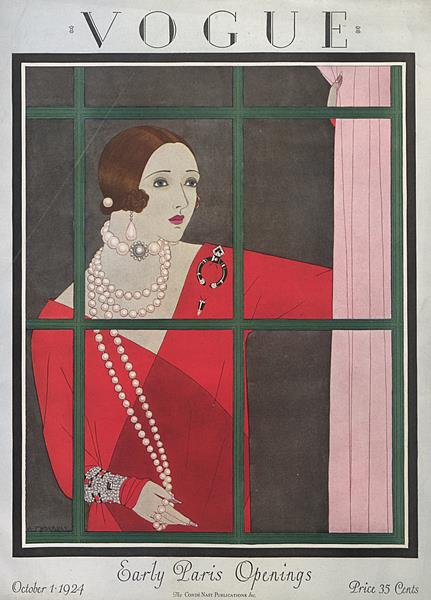
Coperta Vogue din 1 octombrie 1924